# Hoya de Guadix
La Hoya de Guadix es una depresión intramontañosa desarrollada entre las Zonas Internas y las Zonas Externas de las Cordilleras Béticas, de unos 500 km², formada por las cuencas de los ríos Fardes y Guadix. Se encuentra en la zona norte de la provincia de Granada, en la comunidad autónoma de Andalucía (España), encajonada (de ahí el nombre de Hoya) entre los relieves de Sierra Nevada al sur, Sierra de Baza al este, Sierra Mágina al norte y Sierra Arana, al oeste. El monte Jabalcón la separa de la Hoya de Baza. 

## Geología
El relleno de esta depresión se produjo simultáneamente a su elevación. En su base se encuentran calcarenitas bioclásticas del Mioceno superior (Tortoniense superior (8 a 7.1 m.a.), que se indetifican en las proximidades  de la localidad de La Peza, en el sector donde se sitúa la presa de Francisco Abellán, y en la presa del Negratín. Estos materiales son depósitos típicos marinos en zonas próximas a la costa. A techo de estas rocas se depositaron margas marinas. Sobre ellas hay esencialmente materiales detríticos de medios fluviales continentales (arcillas, limos, arenas, conglomerados y localmente rocas típicas de sedimentación lacustre en medios áridos tales como los yesos. El depósito de estos materiales indica una elevación de la región que comenzó con un medio de sedimentación marina y terminó en un medio continental. Los cauces fluviales arrastraron paulatinamente sedimentos de las sierras circundantes que fueron colmatando progresivamente la cuenca y dieron lugar a un fondo relativamente llano o con pendiente suave. 
Los glacis son formas de relieve con pendientes suaves  que disminuyen progresivamente conforme se alejan de los bordes de las montañas. Este relieve se produce por la erosión de los sectores elevados y el depósito en las zonas deprimidas y se observa aún en muchos sectores de la cuenca como llanuras situadas cerca de los 1000 m s. n. m. En el sector oriental de la depresión de Guadix, en la zona ocupada por Charches y La Calahorra el relieve está determinado por este tipo de morfología. Desde las laderas septentrionales de Sierra Nevada y las laderas meridionales de Sierra de los Filabres la pendiente topográfica disminuye suavemente hacia la zona central de la depresión constituyendo esta morfología de glacis. Tal forma de relieve se puede observar bien desde la autovía A-92 Guadix-Almería en el sector comprendido entre los cruces de Exfiliana y Fiñana. Esta morfología se formó por la colmatación de la cuenca de Guadix-Baza que constituyó una gran cuenca endorreica con un lago situado en el entorno de Baza.

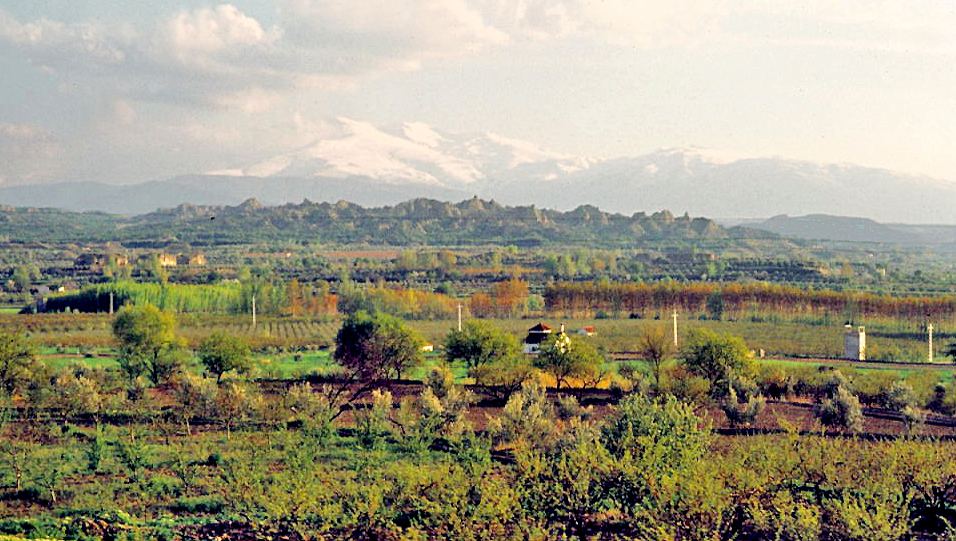
Paisaje en la Hoya de Guadix en 1976

Abundan materiales del Burdigaliense, periodo geológico del Mioceno Inferior, datados en unos 20 millones de años. Durante este periodo se observa la deposición de materiales procedentes del medio marino hasta hace aproximadamente siete millones de años, cuando la cuenca queda aislada totalmente del mar. A partir de ese momento los materiales depositados son exclusivamente continentales, acarreados por formaciones fluviales. La actual configuración de La Hoya pudo empezar a formarse hace unos 500.000 años cuando se produjo una fuerte reestructuración paleogeográfica. La captura entre los 100.000 y los 17.000 años de la cuenca endorreica  de Guadix-Baza por el río Guadalquivir a través de su afluente el Guadiana Menor, produjo una gran erosión en los depósitos previamente acumulados. La erosión fluvial origina valles fuertemente encajados con formas en artesa, entre los que se encuentran restos casi horizontales , con formas de mesa y tabla, de los depósitos previamente acumulados. La erosión  de materiales arcillosos y limosos origina una red fluvial muy densa con pequeños cauces limitados  por laderas de fuerte pendiente prácticamente desprovistas de vegetación. Los períodos de lluvia tormentosa , separados por períodos de sequía, favorecen el desarrollo de este tipo de relieve . En este clima la cubierta vegetal es escasa, por lo que la existencia de fuertes tormentas hace que la erosión sea muy intensa en los materiales arcillosos.  Pequeños ríos formados en los relieves que circundan la cuenca comienzan un proceso erosivo que es el que le va a conferir el característico paisaje de cárcavas y malpaís de la actualidad. En la carretera A-325 que va desde Guadix hacía Benalúa y en la vía férrea y en las proximidades de Purullena, existen buenos ejemplos de este tipo de relieve. Los niveles de  arcilla o de conglomerados con matriz arcillosa y los fuertes escarpes han permitido el amplio desarrollo en esta comarca de viviendas de tipo troglodita. Los niveles de arcilla son muy impermeables y fácilmente excavables. Los conglomerados con matriz arcillosa , bien consolidados y cementados , son un material que  resiste fuertes pendientes . Teniendo en cuenta que el clima de la región es árido, los habitantes han utilizado las escarpadas laderas de las cárcavas para excavar cuevas que les han servido de vivienda, como alternativa a las construcciones tradicionales. Las cuevas mantienen la temperatura prácticamente constante en las distintas estaciones del año, por lo que protegen de las inclemencias del clima exterior. Además, los niveles arcillosos impermeabilizan este tipo de viviendas, cuyo uso se ha prolongado en algunos casos hasta la actualidad.
Hoy día, los sedimentos de los ríos Fardes y  Guadix han hecho de la Hoya de Guadix una fértil zona de regadío donde el uso del suelo va desde los frutales (abunda el cultivo del melocotón) hasta la explotación maderera (choperas), pasando por cereales, leguminosas y hortalizas.